# Shauna Kavanagh
Shauna Máire Kavanagh (* 21. April 1992 in Dublin, Irland) ist eine irische Cricketspielerin, die seit 2011 für die irische Nationalmannschaft spielt.

## Kindheit und Ausbildung
Kavanagh begann mit sieben Jahren das Cricketspiel beim Pembroke CC, bei dem ihr Vater als Wicket-Keeper spielte.

## Aktive Karriere
Kavanagh begann zunächst als Bowlerin. Ihr Debüt in der Nationalmannschaft gab sie bei zwei Vier-Nationen-Turnieren in Sri Lanka. Beim WTwenty20-Turnier spielte sie ihre erste Begegnung gegen Pakistan, beim WODI-Turnier gegen die Niederlande. In der Folge spielte sie vereinzelte Spiele für das Team. Sie bestritt beim ICC Women’s World Twenty20 2016 ihre erste Weltmeisterschaft, absolvierte dort jedoch nur ein Spiel. Zwei Jahre später war sie wieder bei der WTwenty20-Weltmeisterschaft dabei und spielte dieses Mal bei allen Spielen der irischen Mannschaft beteiligt, konnte jedoch am Schlag nicht herausragen. In 2019 erhielt sie einen der Teilzeit-Verträge des irischen Verbandes, der 2020 erneuert wurde. Im März 2022 erhielt sie einen der ersten Vollzeit-Verträge des irischen Verbandes. Sie war ebenfalls wieder im Kader für den ICC Women’s T20 World Cup 2023, kam dort jedoch nicht zum Einsatz.